# Couepia
Couepia es un género con 103 especies de plantas  perteneciente a la familia Chrysobalanaceae. Es originario de México y el sur de América tropical.

## Taxonomía
El género fue descrito por Jean Baptiste Christophore Fusée Aublet y publicado en Histoire des Plantes de la Guiane Françoise 1: 519, t. 207. 1775.
La especie tipo es: Couepia guianensis Aubl.

## Especies
Véase: Lista de especies de Couepia